# Morán
Morán é um município da Venezuela localizado no estado de Lara.
A capital do município é a cidade de El Tocuyo.